# 2022 West
2022 West је астероид главног астероидног појаса са средњом удаљеношћу од Сунца која износи 2,706 астрономских јединица (АЈ).
Апсолутна магнитуда астероида је 12,0.